# Sechster Koalitionskrieg
Der Sechste Koalitionskrieg war der letzte der von 1792 bis 1815 geführten Koalitionskriege. Die Koalition entstand im Februar 1813 durch den Übergang Preußens zu Russland nach der Niederlage Frankreichs im Feldzug gegen Russland. Mit dem Bündnis begannen die Befreiungskriege.
Frankreich führte 1812 bereits seit Jahren mit Großbritannien, das mit Spanien und Portugal verbündet war, erfolglos einen weltumspannenden See- und Kolonialkrieg und in Europa einen Landkrieg auf der iberischen Halbinsel. Zweifel an der zukünftigen Haltung Russlands veranlassten Napoleon, diese einzige nicht von ihm unterworfene europäische Festlandsmacht als Bedrohungsfaktor auszuschalten. Er zwang 1812 Preußen und Österreich zu Bündnissen, um mit ihnen und Frankreichs Satellitenstaaten, darunter der Rheinbund und das Herzogtum Warschau, im Sommer 1812 in Russland einzufallen.
Nach der Niederlage und dem Rückzug der Grande Armée verbündeten sich Preußen und Russland und erklärten Frankreich den Krieg. Schweden trat der Koalition im Frühjahr 1813 bei. Als die Kämpfe im Juni 1813 die Elblinie erreicht hatten, schlossen die Koalition und Frankreich den dreimonatigen Waffenstillstand von Pläswitz. Währenddessen trat Österreich nach einer gescheiterten Friedensinitiative vom Bündnis mit Napoleon zurück und ging im Vertrag von Teplitz zur Koalition über. Im Herbstfeldzug von 1813 kam es zum kriegsentscheidenden Sieg der Verbündeten in der Völkerschlacht von Leipzig. Als Folge löste sich der Rheinbund auf. Napoleon, dem nur Sachsen und das Herzogtum Warschau die Treue hielten, entkam nach Frankreich, wurde aber im Feldzug von 1814 geschlagen und musste im April 1814 abdanken.

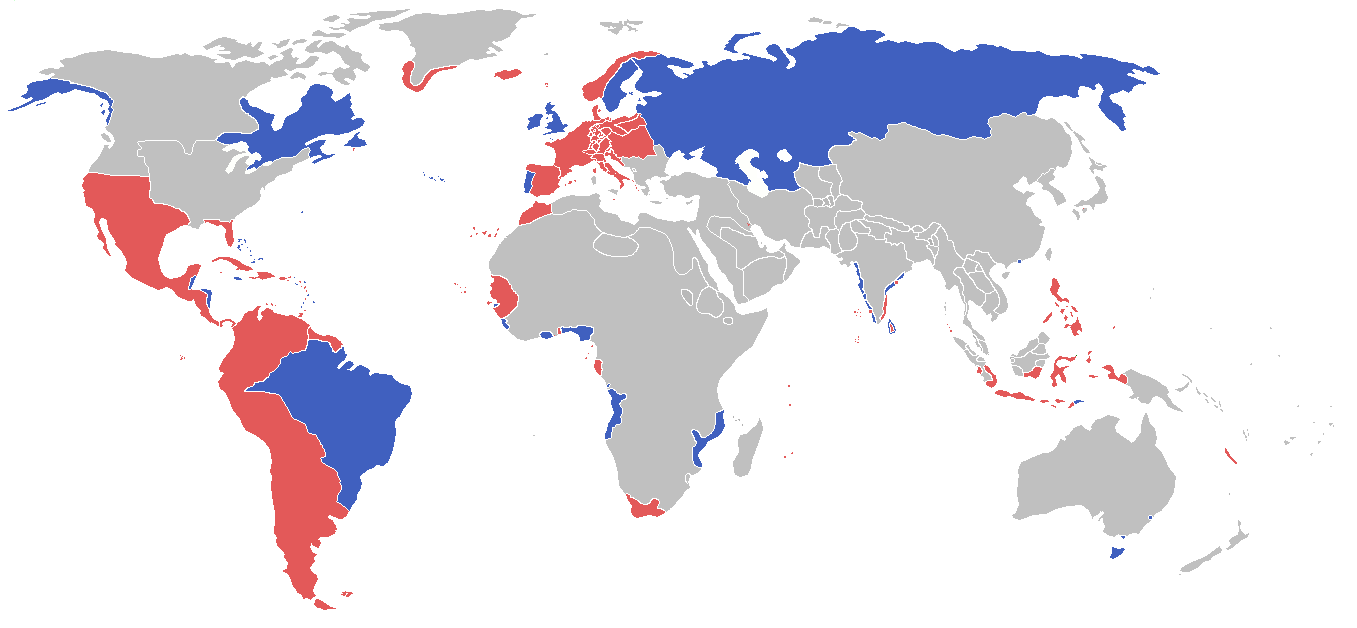
Die Ausgangslage 1812: Frankreich und Alliierte (rot), Koalition (blau)

## Hintergrund: Der Russlandfeldzug Napoleons
Wilkomir – Grodno – Mir – Ekau – Riga – Mogiljow – Ostrowno – Kobrin – Kljastizy – Gorodeczno – Smolensk – Polozk I – Walutino – Borodino – Moschaisk – Tarutino – Malojaroslawez – Polozk II – Wjasma – Dorogobusch – Tschaschniki – Ljachowo – Smoljany – Kaidanow – Krasnoi – Borissow – Beresina
Die 1812 zur Invasion bestimmte Grande Armée der Franzosen unter Kaiser Napoleon zählte rund 400.000 Mann. Mit dem Njemen-Übergang bei Kowno am 23. und 24. Juni 1812 wurde der Feldzug eingeleitet. Der russische Marschall Kutusow versuchte vergeblich, den Vormarsch der französischen Hauptmacht auf Moskau in der Schlacht bei Borodino aufzuhalten. Am 15. September rückten die Franzosen kampflos in Moskau ein, das von den Einwohnern weitgehend verlassen war. Es brachen schwere Brände aus. Zar Alexander I. weigerte sich, die von Napoleon betriebenen Verhandlungen aufzunehmen. Am 19. Oktober verließ Napoleon Moskau. Ende November verblieben dem heftig von den Russen verfolgten Napoleon nur noch etwa 49.000 Soldaten, die sich zwischen dem 25. und 28. November nur unter hohen Verlusten den Weg über die Beresina erkämpfen konnten. Am 19. Dezember 1812 traf Napoleon, der sein auf etwa 25.000 Mann dezimiertes Heer voreilig in Wilna verlassen hatte, in Paris ein. Von den etwa 400.000 Mann der Grand Armée überlebten etwa 10–20.000.

## Befreiungskriege in Mitteleuropa
Frühjahrsfeldzug 1813
Lüneburg – Möckern – Halle – Großgörschen – Gersdorf – Bautzen – Reichenbach – Nettelnburg – Haynau – Halberstadt – Luckau
Herbstfeldzug 1813

Großbeeren – Katzbach – Dresden – Hagelberg – Kulm – Dennewitz – Göhrde – Altenburg – Wittenberg – Wartenburg – Liebertwolkwitz – Leipzig – Torgau – Hanau – Hochheim – Danzig
Winterfeldzug 1814

Épinal – Colombey – Brienne – La Rothière – Champaubert – Montmirail – Château-Thierry – Vauchamps – Mormant – Montereau – Bar-sur-Aube – Soissons – Craonne – Laon – Reims – Arcis-sur-Aube – Fère-Champenoise – Saint-Dizier – Claye –  Paris
Sommerfeldzug von 1815

Quatre-Bras – Ligny – Waterloo – Wavre – Paris
Die Niederlage in Russland gab Preußen die Gelegenheit sich von Napoleon loszusagen. Das preußische Hilfskorps unter General Yorck schloss am 30. Dezember 1812 die Konvention von Tauroggen mit russischen Truppen unter General Diebitsch und erklärte sich neutral. König Friedrich Wilhelm III war zunächst verärgert über diesen in seinen Augen begangenen Verrat. Doch mit dem weiteren Aufflammen der antifranzösischen Stimmung in Preußen schloss Friedrich Wilhelm am 28. Februar 1813 mit Russland den Vertrag von Kalisch. Ziel war die Auflösung des Rheinbundes, die frühere Unabhängigkeit der Fürsten und die Wiederherstellung der deutschen Freiheit. Auf österreichischer Seite hatte Metternich bereits am 20. Dezember 1812 mit Zar Alexander I. Verhandlungen aufgenommen und sich zu bewaffneter Neutralität erklärt.

### Feldzug von 1813

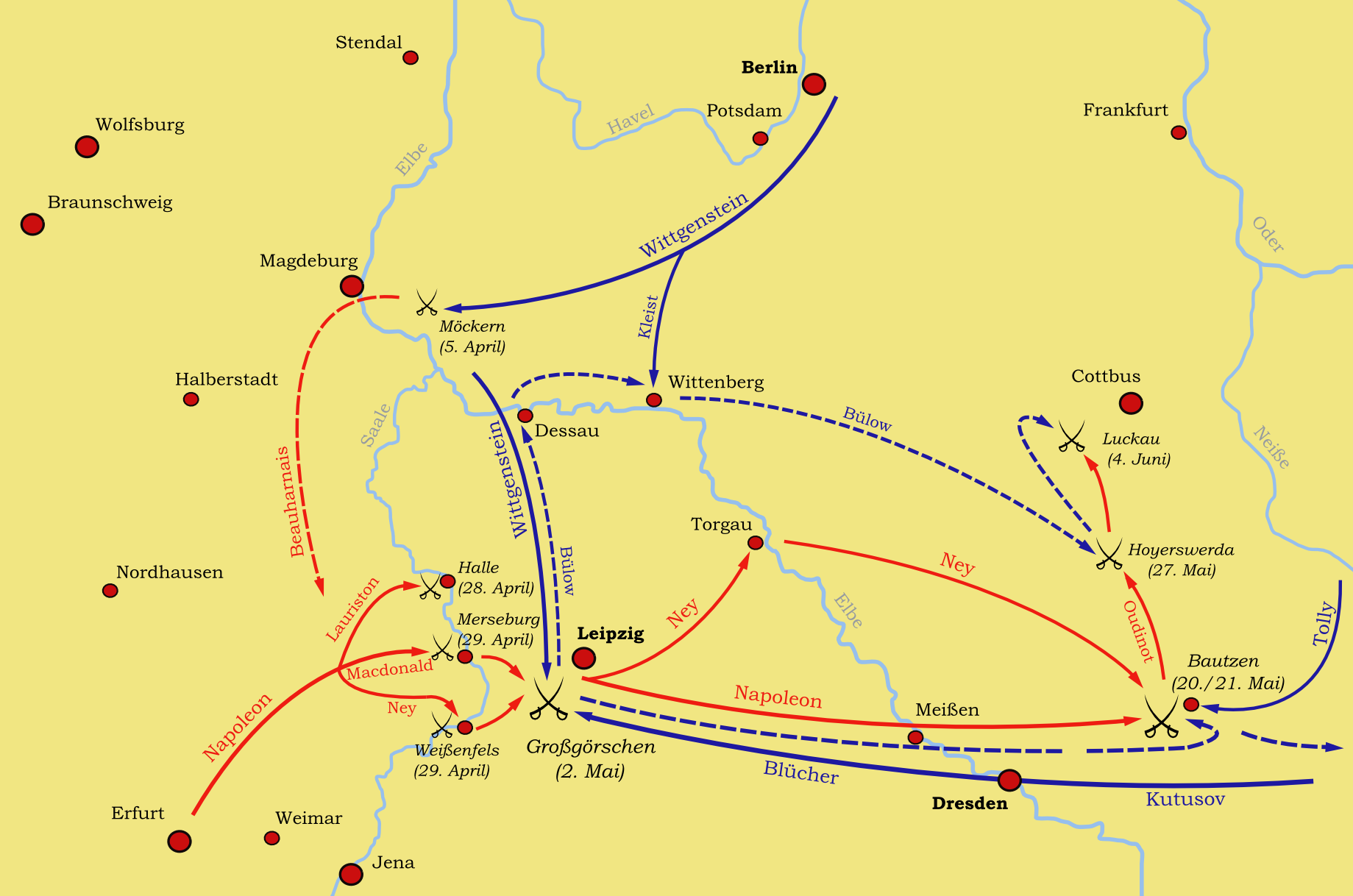
Karte zum Feldzugsverlauf im Frühjahr 1813

Nach der Befreiung Berlins von der französischen Besatzung folgte am 17. März die Kriegserklärung Preußens an Frankreich. Drei Tage später, bekräftigte Zar Alexander I. mit dem Vertrag von Breslau sein Einverständnis zur Wiederherstellung des preußischen Status von vor 1806 und verzichtete auf seine Pläne, Ostpreußen zu annektieren, wie es in der russisch-schwedischen Konvention von Abo 1812 festgelegt worden war. Bei Beginn des Feldzugs konnte Preußen eine Armee von 80.000 Mann aufbringen. Zusammen mit den bereits im Land stehenden Russischen Truppen hatten die preußisch-russischen Truppen eine Stärke von 190.000 Mann. Bis zum Sommer erhöhte sich die Stärke der preußischen Armee auf 272.000 Mann. Ein Großteil davon bestand aus Landwehrtruppen. Napoleons ursprüngliche Planung für 1813 sah vor, Berlin zurückzuerobern und einen Feldzug zwischen Elbe und Oder zu führen, wobei die Festungen Torgau, Wittenburg, Magdeburg und Hamburg als Dreh- und Angelpunkte dienen sollten. Dies würde es ihm ermöglichen, die 150.000 französischen Truppen, die in den Festungen an der Weichsel – Danzig, Thorn und Modlin – eingeschlossen waren, zu befreien, Preußen aus dem Krieg zu drängen und Kutusovs Flanke zu umgehen.
Doch bereits am 24. Februar war es in Hamburg zu Aufständen gegen die fremde Besetzung gekommen, die Franzosen räumten am 12. März die Stadt, die Rebellion griff auf Lübeck und Stade über. Am 14. März erreichte General Tettenborn Ludwigslust und bewog den Herzog von Mecklenburg zum Abfall vom Rheinbund. Anschließend drängte Tettenborn die aus Stralsund abgezogenen französischen Kräfte unter General Morand über die Elbe zurück und besetzte am 18. März kurzfristig Hamburg. Auf Napoleons Befehl konzentrierte General Vandamme 25.000 Mann an der unteren Weser, zugleich sollte er die Ordnung in den Hanseatischen Departements wiederherstellen. Er traf am 27. März in Bremen ein, General Morand erhielt den Befehl, eine Strafexpedition gegen Lüneburg durchzuführen. Dort hatten Kosaken unter General Benckendorff am 28. März eine Besetzung der Stadt durch General Wathier verhindert.
Napoleon war derweil am Hauptkriegsschauplatz nicht in der Lage, die geplante Stellung an der Oder gegen die vorrückenden Preußen und Russen zu behaupten, die Franzosen mussten sich hinter die Elbe zurückziehen. Die französische Hauptarmee sammelte sich Mitte März bei Hanau, weitere Verstärkungen unter Vandamme waren im Anmarsch. Napoleon plante, im Gegenzug die Elbe bei Havelberg zu überschreiten, um eingeschlossene Garnisonen in Danzig und Stettin zu entsetzen. Am nördlichen Flügel der Koalition befehligte der russische General zu Sayn-Wittgenstein, verstärkt durch das preußische Korps unter General Yorck. Diese Armee hatte Befehl, mit 45.000 Mann über Berlin auf Magdeburg zu marschieren. Am linken Flügel bildete sich die Schlesische Armee unter dem alten preußischen General von Blücher, ebenfalls etwa 45.000 Mann, darunter ein russisches Korps unter General von Wintzingerode. Diese Armee sollte durch die Lausitz in Richtung Elbe vorstoßen. Die russische Hauptarmee unter Fürst Kutusow folgte in der Mitte zwischen den Flügelarmeen in breiter Front im mehrtägigen Abstand.

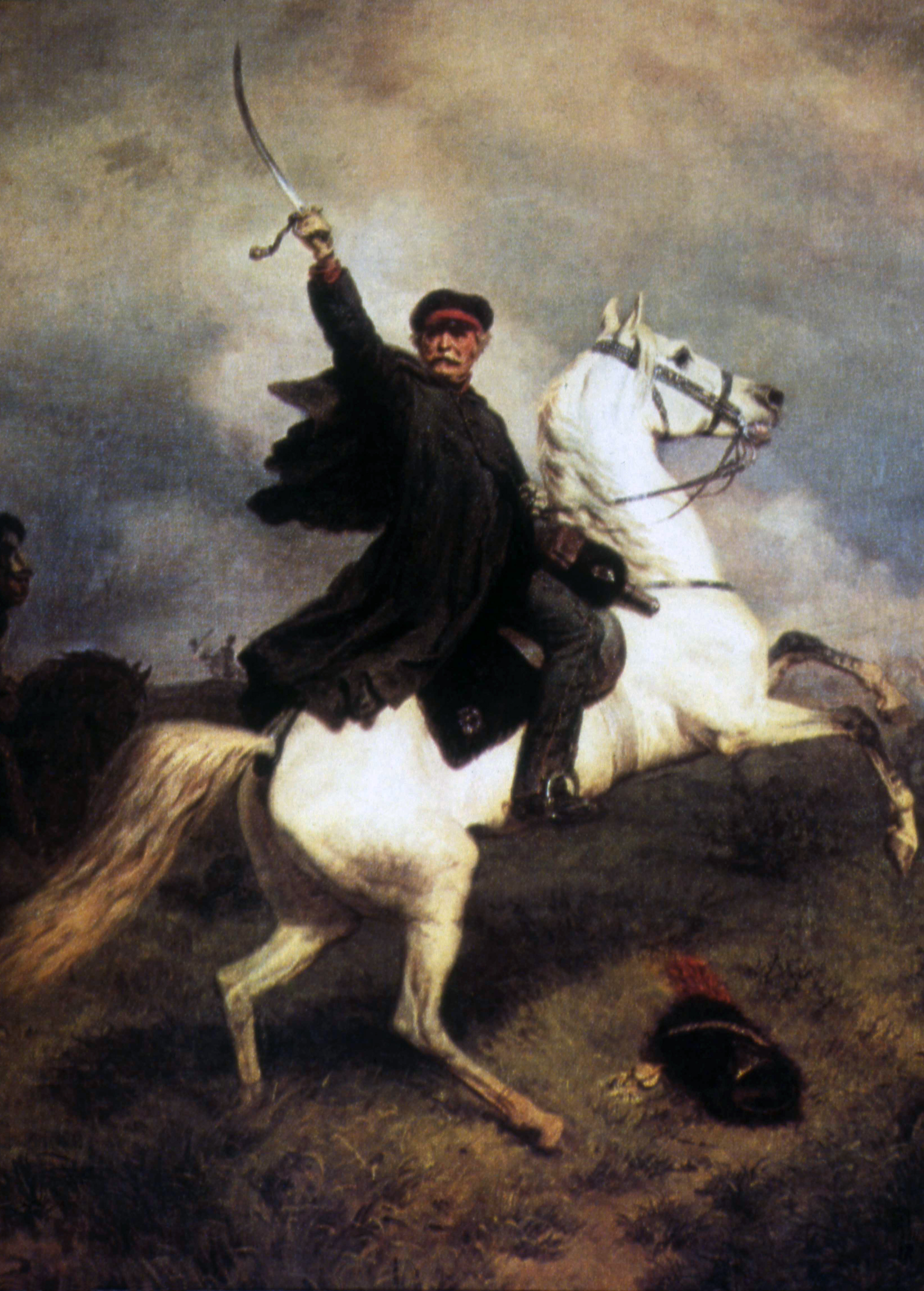
Gebhard Leberecht von Blücher, der „Marschall Vorwärts“, Gemälde von Emil Hünten

Die Truppen von Blücher und Wintzingerode setzten bei Dresden über die Elbe. Die dort stationierten schwachen französischen Truppen hatten sich zuvor zurückgezogen. Die Alliierten rückten in Richtung Leipzig vor. Das Königreich Sachsen fiel vorübergehend in die Hand der Verbündeten, nur in der Festung Wittenberg hielt sich eine feindliche Garnison.
Im Gefecht bei Lüneburg am 2. April 1813 wurde Morands Korps vernichtet, doch schon am nächsten Tag mussten sich die Sieger vor 11.000 Mann, die Marschall Davout links der Elbe heranführte, über den Fluss zurückziehen. Als Vandamme sich aus dem in Aufruhr befindlichen Gebiet zwischen Elbe und Aller zurückziehen musste, konnte General Dörnberg Lüneburg am 11. April wieder kurzfristig besetzen. Am 3. April ging das französische 11. Korps unter General Grenier über die Elbe und drängte preußische Sicherungen unter General Borstell zurück. Französische Truppen unter Beauharnais trafen am 5. April im Gefecht bei Möckern auf die schwache Vorhut der Armee Wittgenstein, wurden aber bei Dannigkow, Vehlitz und Zeddenick abgeschlagen.
Nachdem Wittgenstein über die Elbe gegangen war, wurde das preußische III. Korps unter General Bülow angewiesen, den Elbübergang bei Roßlau und die Straßen nach Berlin zu decken und die Verbindung zwischen den Belagerungskorps von Wittenberg und Magdeburg herzustellen. Am 28. April hatte das Korps Lauriston mit der 19. Division (Rochambeau) einen Angriff gegen Halle durchgeführt, das General Friedrich von Kleist mit etwa 5.000 Mann besetzt hatte. Er behauptete den Saaleübergang bei Halle bis zum 28. April, musste dann aber vor den Franzosen über Schkeuditz zurückweichen. Die französische Besatzung, die am 30. April in Halle eingerückt war, wurde am 2. Mai durch einen Gegenangriff Bülows überrumpelt. Am 25. April traf Kaiser Napoleon bei der französischen Hauptarmee in Sachsen ein, nach der Vereinigung mit Beauharnais im Raum Erfurt verfügte er über etwa 151.500 Mann. General von Wittgenstein, der nach Kutusows Tod Ende April den Oberbefehl über die russischen Truppen führte, versuchte bei Roßlau die Elbe zu passieren und sich mit der Schlesischen Armee Blüchers zu vereinigen.
In der Schlacht bei Großgörschen am 2. Mai 1813 und in der Schlacht bei Bautzen am 20./21. Mai gelang es den Franzosen, die russisch-preußischen Truppen zurückzuwerfen, Sachsen wieder zu besetzen und den Gegner nach Schlesien zurückzudrängen. Die Koalitionstruppen konzentrierten sich daraufhin bei Schweidnitz und kamen durch Verstärkungen wieder auf 122.000 Mann; neuer russischer Oberbefehlshaber wurde wieder Graf Barclay de Tolly. Am 12. Juli einigten sich die Verbündeten im Trachenberg-Plan auf eine gemeinsame Strategie. Ein Versuch von Marschall Oudinot, auf Berlin vorzustoßen, wurde im Gefecht bei Luckau von den Preußen am 4. Juni zurückgeschlagen.
Anfang Juni handelte Österreich schließlich. Doch anstatt in den Krieg einzutreten, schlug Wien einen Waffenstillstand vor, den die Kriegsparteien am 4. Juni in Pläswitz unterzeichneten. Die anschließenden Verhandlungen verlängerten den Waffenstillstand bis zum 10. August und sahen eine weitere sechstägige Aussetzung der Feindseligkeiten vor. Napoleon hoffte, dass diese Ruhepause es ihm ermöglichen würde, seine Kavallerie wieder aufzubauen und seine erschöpfte Armee auszuruhen, deren Krankenliste 90.000 Mann umfasste. Außerdem versuchte er, einen diplomatischen Befreiungsschlag zu landen, indem er entweder die Alliierten entzweite oder Kaiser Franz davon überzeugte, Frankreich zu unterstützen. Auch die Alliierten brauchten Zeit, um sich auszuruhen, sich neu zu organisieren, weitere Subventionen aus London zu erhalten und die Österreicher zu umwerben. Auf diplomatischer Ebene erwies sich der Waffenstillstand als katastrophal für Napoleon. London gewährte den Preußen und Russen Subventionen in Höhe von 7.000.000 £. Im Gegenzug verpflichteten sich Alexander und Friedrich Wilhelm, keinen separaten Frieden mit Napoleon zu schließen. Um die Kampfkraft der Alliierten zu stärken, ratifizierten die Briten auch einen großzügigen Beistandsvertrag mit Schweden.
Der Sieg Napoleons bei Bautzen hatte die österreichische Position für Friedensverhandlungen gestärkt. Am 27. Juni unterzeichneten Österreicher, Preußen und Russen die Reichenbacher Konventionen, die das Ende der französischen Kontrolle über das Großherzogtum Warschau und dessen Teilung, Preußens Expansion nach Osten, die Rückgabe der Adriaküste (Illyrien) an Österreich und die Unabhängigkeit der Hansestädte in Norddeutschland forderte. Sollte Napoleon diese Bedingungen ablehnen, würde Österreich der Koalition mit mindestens 150.000 Mann beitreten. Im Juli legte Metternich das Reichenbacher Protokoll Napoleon vor, der sich weigerte, größere Zugeständnisse für einen Frieden zu machen. Nach dem Scheitern der diplomatischen Initiative schlossen sich die Österreicher schließlich im August den Alliierten an.
Ein Freikorps unter Major von Lützow bestand aus über 3.000 vorwiegend nichtpreußischen Freiwilligen und operierte vorwiegend im Rücken des Feindes. Beim Waffenstillstand des Frühsommers 1813 ließ Lützow die vorgegebene Frist zum Erreichen der eigenen Linien verstreichen und wurde mit Teilen seines Freikorps am 17. Juni bei Kitzen in der Nähe von Leipzig durch napoleonische Kavallerie ohne Vorwarnung angegriffen. Lützow und sein Adjutant Theodor Körner wurden im Gefecht bei Gadebusch schwer verwundet. Der französische Marschall St. Cyr befestigte in dieser Zeit Linien im östlichen und südlichen Vorfeld von Dresden. Nachdem Ende des Waffenstillstandes am 17. August erfolgte die Kriegserklärung Österreichs an Frankreich. Am 22. August überschritt die österreichische Hauptarmee unter dem Fürsten zu Schwarzenberg mit 200.000 Mann die böhmische Grenze und marschierte nach Dresden.
Kronprinz Bernadotte hatte den Oberbefehl über die etwa 100.000 Mann starke Nordarmee übernommen, sie wurde gebildet aus zwei preußischen Korps unter den Generalen Bülow und Tauentzien, etwa 30.000 Schweden und drei russischen Korps unter Woronzow, Wintzingerode und Tschernyschow. Die Russen lagerten bei Brandenburg an der Havel, die Schweden hatten ihren Aufmarschraum zwischen Berlin und Spandau mit Stoßrichtung Potsdam, während Bülows III. Korps südlich von Berlin und Tauentziens IV. Korps an der Oder stand. Die Verbündeten bezogen am 23. August in der Schlacht bei Großbeeren Stellung – die Preußen auf dem linken, die Russen auf dem rechten Flügel, die Schweden im Zentrum. Nach der Schlacht waren die französischen Korps Reynier und Oudinot zum Rückzug nach Wittenberg gezwungen. Der französische Angriff auf Berlin war gescheitert. Der französische Marschall MacDonald ging mit etwa 100.000 Mann wieder nach Osten vor, wurde aber durch die Preußen unter Blücher an der Katzbach am 26. August geschlagen. Die von Magdeburg herangerückte Division Girard wurde am 27. August 1813 bei Hagelberg aufgerieben.
In der Schlacht von Dresden errang Napoleon am 26. und 27. August einen letzten großen Sieg in Deutschland, die Hauptarmee Schwarzenbergs musste sich unter hohen Verlusten nach Böhmen zurückziehen. Der Plan Napoleons, die Verbündeten einzukesseln, wurde durch die Niederlage von General Vandamme bei der Schlacht bei Kulm am 30. August vereitelt. Der nördlicher angesetzte französische Angriff unter Ney wurde am 6. September bei Dennewitz durch das preußische Korps unter General Bülow zurückgeworfen. Ein Korps unter General Wallmoden rückte am 15. September mit 12.300 Mann nach Dömitz vor und setzte bei Dannenberg über die Elbe. In der Schlacht an der Göhrde am 16. September unterbrach es die Verbindung zwischen dem im Raum Hamburg kommandierenden General Davout und der in Sachsen liegenden französischen Hauptarmee, damit war auch eine wichtige Nachschublinie Napoleons über Hannover nach Magdeburg abgeschnitten.
Für den Herbstfeldzug verstärkte Napoleon seine Armee durch Nachschub aus Frankreich auf etwa 380.000 Mann an Feldtruppen, dazu kamen etwa 80.000 Mann in den gehaltenen Festungen an der Elbe und im Rücken der Gegner. Die preußische Armee kam durch Neuaufstellungen auf 271.000 Mann, wovon 192.400 Mann sofort an die Front gingen. Die russische Armee in Deutschland und Polen umfasste 296.000 Mann. Am 8. Oktober gelang es dem österreichischen Kanzler Metternich, im Vertrag von Ried das Königreich Bayern zum Wechsel der Fronten zu bewegen, so dass das militärische Übergewicht der Alliierten gegenüber Napoleon erdrückend wurde. Die Nordarmee rückte von Brandenburg in Richtung Süden vor. Östlich der französischen Armee stand die schlesische Armee der Alliierten. Von Süden kam die Hauptarmee unter Schwarzenberg heran.

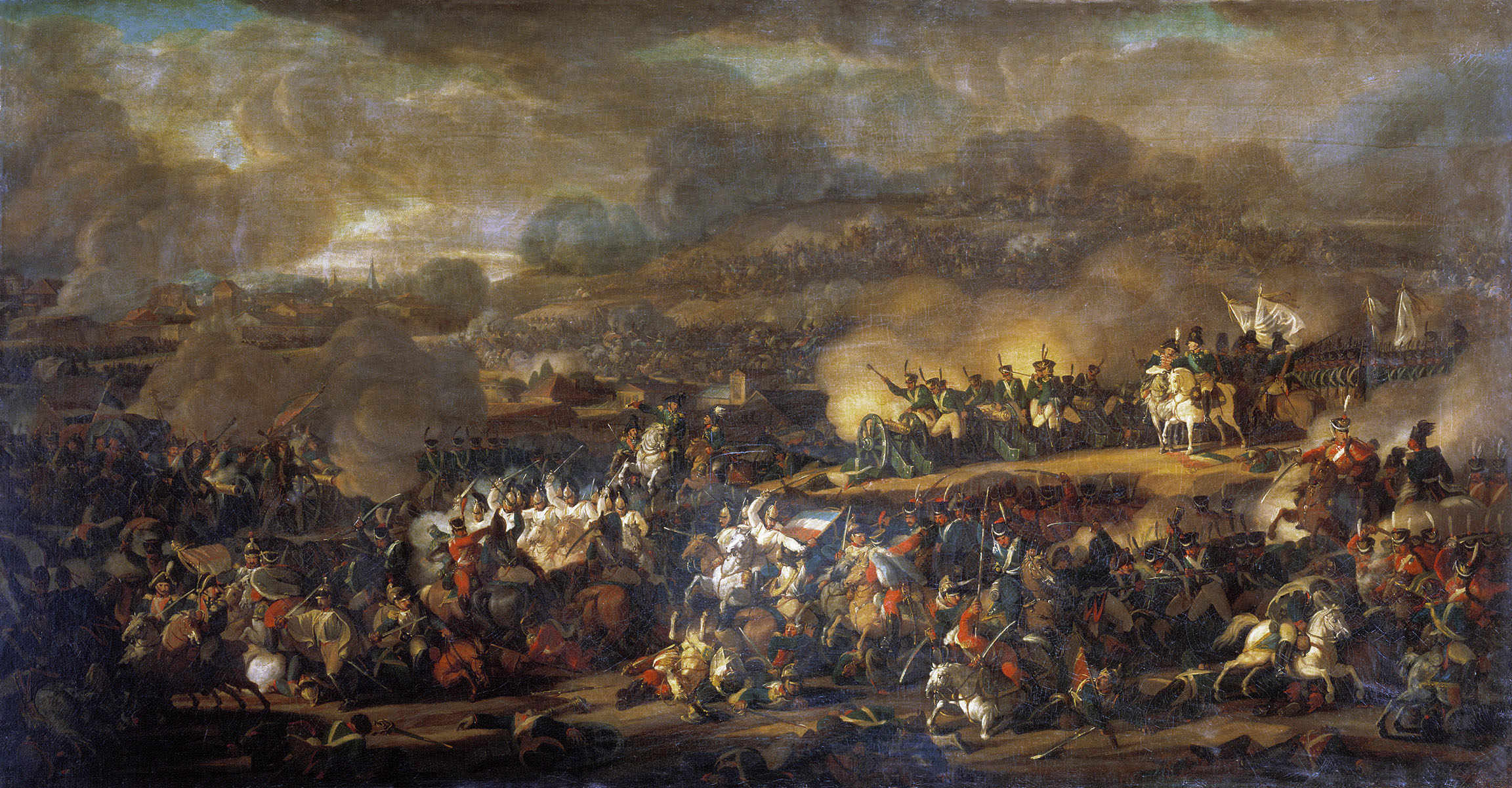
Völkerschlacht bei Leipzig

In der Völkerschlacht bei Leipzig vom 16. bis 19. Oktober 1813 (210.000 Franzosen, bis zu 310.000 Alliierte, über 110.000 Tote und Verwundete) fügten die verbündeten russischen, preußischen, österreichischen und schwedischen Truppen Napoleon die kriegsentscheidende Niederlage zu. Um Napoleons zurückgehender Armee den Weg nach Westen abzuschneiden, versuchten ihn 43.000 Bayern und Österreicher unter dem Befehl des General Graf Wrede aufzuhalten. In der Schlacht bei Hanau am 30. Oktober nochmals siegreich, erzwang Napoleon seinen Rückzug nach Frankreich. Am 5. November marschierte Zar Alexander I. mit seinen Truppen in Frankfurt am Main ein. Schon am 1. und 2. November 1813 war die französische Hauptarmee bei Mainz über den Rhein zurückgegangen. Am rechten Ufer wurde noch Hochheim als Brückenkopf gehalten, bis die Franzosen nach ihrer Niederlage im Gefecht bei Hochheim am 9. November flohen.
Nacheinander fielen die noch von den Franzosen gehaltenen festen Plätze wie Torgau, Wittenberg, Dresden, Küstrin und Stettin. Im November 1813 übernahm der Prinz von Württemberg die Belagerung von Danzig, die seit Januar eingeschlossene Festung musste im Januar 1814 unter General Rapp kapitulieren. Die schon in Sachsen zögerlich operierenden Schweden versuchten sich der weiteren Teilnahme am Krieg gegen Napoleon zu entziehen. Kronprinz Bernadotte nutzte den Einmarsch in Norddeutschland durchaus zu eigenen politischen Vorteilen. Die schwedischen Truppen besetzten Holstein und Schleswig fast kampflos und zwangen dadurch Dänemark am 14. Januar 1814 zum Frieden von Kiel, bei dem die Dänen Norwegen an Schweden und die Insel Helgoland an England abtreten mussten.

### Feldzug von 1814
Schon am 2. Dezember 1813 hatten die in Frankfurt anwesenden Monarchen sich auf ein Manifest geeinigt, das die Weiterführung des Krieges über die französische Landesgrenze bis zum Sturz Napoleons vorsah. In den letzten Dezembertagen bewerkstelligte die alliierte Hauptarmee unter Fürst Schwarzenberg ohne besondere Schwierigkeiten den Rheinübergang bei Basel und Hüningen. Der Rheinübergang des russischen Korps Sacken begann am 1. Januar 1814 in Anwesenheit des preußischen Königs bei Mannheim. Der Übergang der Korps Yorck und Langeron erfolgte in Anwesenheit Blüchers und seines Generalstabs bei Kaub am Rhein. Die Truppen des russischen Korps Saint-Priest gingen bei Koblenz über den Fluss. Napoleon konnte zu Jahresbeginn nur etwa 150.000 Mann zur Verteidigung der Rheingrenze aufbieten: das Korps Victor stand am Oberrhein, Marmonts Truppen lagen den Alliierten in der Mitte bei Koblenz gegenüber. Im Norden lag das Korps Macdonald und deckte den Unterlauf des Rheins bis Nimwegen.
Das russische Korps Langeron hatte Mainz eingeschlossen. Marmonts Truppen zogen sich vor der gegnerischen Übermacht über die Saar nach Saint-Avold in Lothringen zurück. Die Verbündeten siegten bei ersten größeren Kämpfen am 10. Januar bei St. Die. Am 12. Januar trafen französische Truppen in Metz ein, wo Marmont sein Hauptquartier im Schutze der Festung bei Gravelotte bezog. Marmont verblieb bis zum 16. Januar vor Metz und versuchte dort vergeblich eine Verteidigungslinie aufzubauen. Am 18. Januar stand das Gros der Preußen bei Verdun an der Maas. Vor der anmarschierenden Schlesischen Armee unter Blücher mussten sich Marmonts Truppen in die Champagne zurückziehen. Am 17. Januar hatte Blücher Nancy besetzt und befahl am 20. Januar dem unterstellten russischen Korps Sacken, gegen die Festung Toul vorzugehen. Am 24. Januar erreichte Sackens Vorhut Saint-Dizier.
Derweil hatte die österreichische Hauptarmee unter Schwarzenberg das Plateau von Langres erreicht, von dem Seine, Aube und Marne nach Paris, dem Ziel aller Operationen, hinabströmten. Napoleon warf sich am 29. Januar in der Schlacht von Brienne mit 41.000 Mann auf Blücher, der sich, auf nur 27.000 Russen stützend, zurückziehen musste, weil das Korps Yorck noch nicht zur Verfügung stand. Napoleon verfolgte ihn und griff den Gegner am 1. Februar nochmals in der Schlacht bei La Rothière an. Blücher hatte sich aber bereits mit dem Korps des Kronprinzen von Württemberg und den österreichischen Korps unter Ignácz Gyulay verstärkt. Die Württemberger stürmten den Wald von Eclance, die Russen drangen in das heftig umkämpfte La Rothiere ein und die Österreicher drängten den Feind von der Aube ab.
Schon am 5. Februar hatten auf dem Kongress von Châtillon Friedensverhandlungen begonnen. Die Forderung, Frankreich solle sich mit den Grenzen von 1792 begnügen, wies Napoleon zurück. Er hatte das Korps unter Mortier und Teile der Truppen Soults aus Südfrankreich herangezogen und leitete mit 70.000 Mann eine glanzvolle Gegenoffensive in der Champagne ein. Die Schlesische Armee unter Blücher wurde in einem fünftägigen Feldzug mehrmals geschlagen: am 10. Februar das russische Korps Olsufjew bei Champaubert, das Korps Sacken am 11. Februar bei Montmirail, die Preußen unter Yorck in der Schlacht bei Château-Thierry am 12. Februar und Blüchers Avantgarde am 14. Februar in der Schlacht bei Vauchamps. Am 11. Februar gelang den Württembergern die Erstürmung von Sens.
Am 18. Februar besiegte Napoleon die Württemberger in der Schlacht bei Montereau und zwang die Österreicher wieder zum Rückzug hinter die Aube. Am 27. Februar wurden die Franzosen in der Schlacht bei Bar-sur-Aube geschlagen. Am 7. März musste sich das russische Korps Woronzow, geschlagen in der Schlacht bei Craonne, auf Blüchers Befehl zwar vom Chemin des Dames zurückziehen, aber zwei Tage darauf sammelte Blücher seine Heeresteile und schlug alle Angriffe Napoleons am 9. März in der Schlacht bei Laon zurück. Das Korps Marmont versuchte über Reims die linke Flanke Blüchers zu bedrohen, doch das Korps unter Yorck wies diesen Gegner erfolgreich bei Athies zurück. Im Vertrag von Chaumont am 9. März 1814 gelobten die Verbündeten, nach dem errungenen Sieg nur gemeinsam mit den Franzosen Frieden zu schließen, Napoleon abzusetzen und die Bourbonen wieder auf den französischen Thron zu bringen.
Napoleons letzter Versuch, nochmals die Initiative zu ergreifen und die feindlichen Nachschublinien abzuschneiden, misslang. Er befahl, zum Schutz von Paris 30.000 Mann Nationalgarde aufzustellen und das südöstliche Vorfeld von Paris durch Aufwerfung von Schanzen zu sichern. Er wandte sich mit seiner Hauptmacht zuerst gegen Reims und vernichtete am 13. März im Gefecht bei Reims das sich in den Weg stellende russische Korps unter St. Priest. Dann beging er den Fehler, seine Armee zu teilen: er ließ Marmont bei Reims gegen Blücher mit nur 6.000 Mann zurück und beließ 15.000 Mann unter Mortier im Raum Soissons zur Sicherung der Übergänge an der Aisne. Mit seinem restlichen Heer, das er durch die Heranziehung der schwachen Korps unter Macdonald und Oudinot auf nur 38.000 Mann brachte, versuchte er, Schwarzenberg den Weg nach Paris zu verlegen. Am 19. März schlug er zwar die Bayern unter Wrede, unterlag aber am 20. März in der Schlacht von Arcis-sur-Aube gegen die österreichische Hauptarmee.
Am 25. März drängte die Vorhut unter dem Kronprinzen von Württemberg unaufhaltsam weiter nach Paris vor und durchbrach mit seiner Kavallerie die französischen Linien in der Schlacht bei Fère-Champenoise. Weil Zar Alexander I. an der Spitze seines Gardekorps als Revanche für die französische Einnahme Moskaus zuerst in die französische Hauptstadt einzuziehen wünschte, musste Blüchers Armee die große Vormarschstraße nach Meaux freigeben. Dadurch gewann Marmont einen Tag Zeit, um sich mit seinen Truppen den Verbündeten am 30. März nochmals in der Schlacht bei Paris auf den Höhen von Montmartre entgegenzustellen. Bei Pantin wurde ein russisches Korps unter dem Herzog Eugen von Württemberg nochmals zurückgetrieben, dann brach aber die Ankunft Barclay de Tollys den französischen Widerstand. Gleichzeitig waren die preußischen Korps Yorck und Kleist gegen Mortier vorgegangen, während die Russen unter Langeron über St. Denis stoßend Paris vom Westen bedrohten. Nachdem Marmont zum Waffenstillstand gezwungen worden war, nahmen die alliierten Truppen Paris am 31. März ein.

## Der Krieg in Spanien
Bailén –  Roliça –Vimeiro – Saragossa (1808) – Burgos (Gamonal) – Medina de Rioseco – Espinosa –  Tudela – Somosierra – Saragossa (1809) – La Coruña – Torres Vedras – Valls – Braga – Oporto – María – Talavera – Ocaña – Gerona – Ciudad Rodrigo (1810) – Buçaco – Gévora – Barrosa – Badajoz (1811) – Fuentes de Oñoro – La Albuera – Tarragona (1811) – Sagunt (Murviedro) – Ciudad Rodrigo (1812) – Badajoz (1812) –  Majadahonda – Salamanca – García Hernández –  Venta del Pozo – Vitoria – 
Sorauren – San Sebastián – Bidassoa
Nach der Vernichtung der Grande Armée in Russland und dem Beginn der Kämpfe in Deutschland im Frühjahr 1813 erhielten die französischen Truppen in Spanien keine Verstärkung mehr. Im Mai 1813 begann der englische Oberbefehlshaber Wellington die abschließende Offensive, in der er zunächst die nördlichen Provinzen Spaniens eroberte und sein Hauptquartier von Lissabon nach Santander verlegte. In der Schlacht bei Vitoria schlug er am 21. Juni 1813 die Franzosen unter König Joseph Bonaparte. Die französische Gegenoffensive unter Marschall Soult brachten zwar einige Siege, aber keinen strategischen Vorteil ein. Wellington trieb die französische Spanien-Armee vor sich her über die Pyrenäen und stand am 7. Oktober bereits auf französischem Boden. Kurz vor der Abdankung Napoleons gelang es ihm noch am 10. April 1814 in der Schlacht bei Toulouse, die Franzosen erneut zum Rückzug zu zwingen und die Stadt zu erobern. Die Franzosen mussten sich aus Spanien zurückziehen. Ferdinand VII. erlangte nach Verhandlungen mit Napoleon im Vertrag von Valençay die spanische Krone.

## Kriegshandlungen in Italien

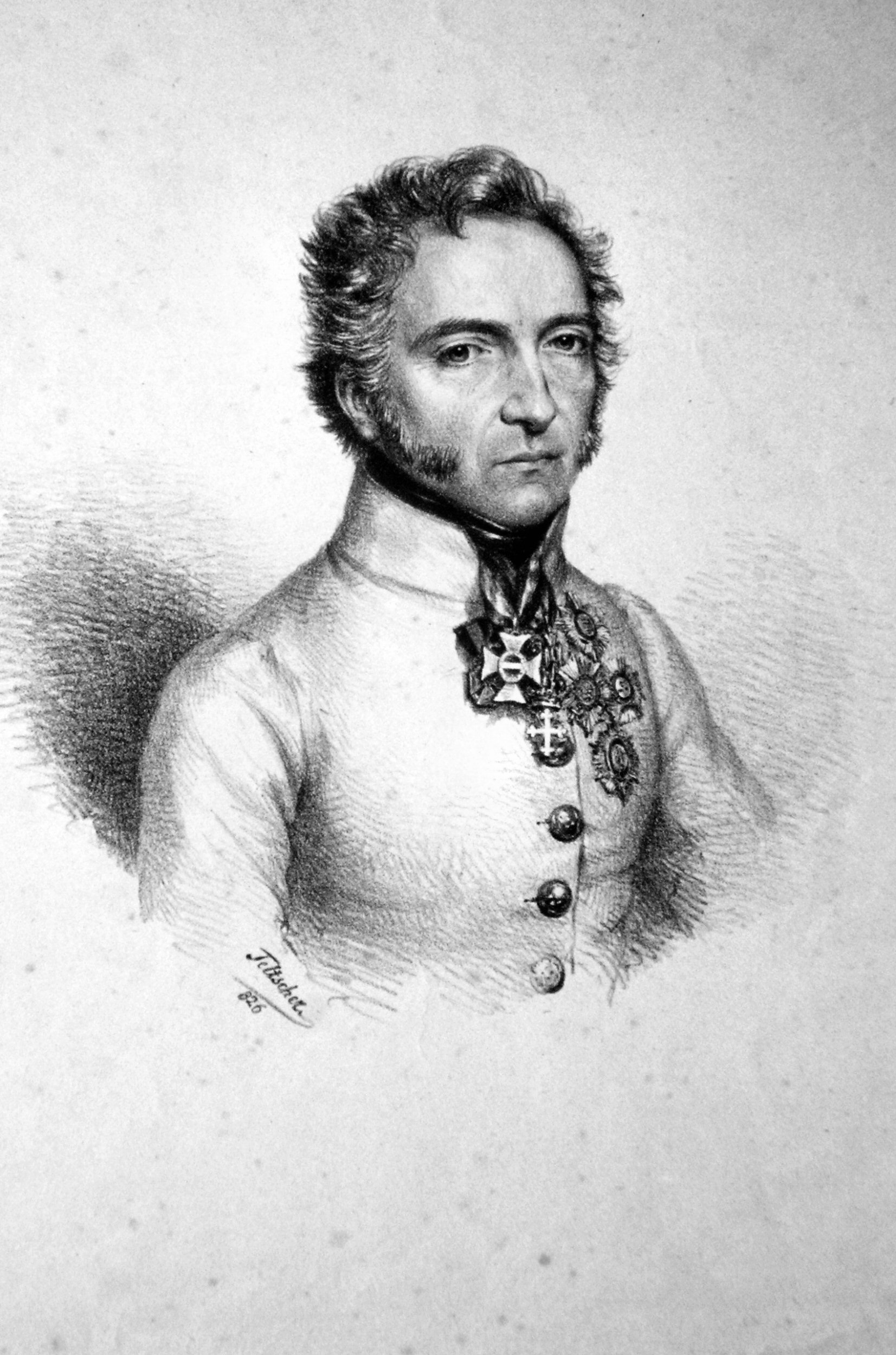
Graf Nugent nach einer Lithographie von Josef Eduard Teltscher, 1826

Nach der Niederlage Napoleons bei Leipzig verließ Marschall Murat die französische Armee. Um die eigene Machtposition als König von Neapel zu erhalten, schloss er am 11. Januar 1814 mit Österreich einen Vertrag ab, in dem er sich verpflichtete, die Alliierten mit einer Armee von 30.000 Mann zu unterstützen. Dafür garantierten ihm England und Österreich seine Herrschaft. Im November 1813 drängte König Max Joseph von Bayern seinen Schwiegersohn Eugen Beauharnais, den französischen Vizekönig in Italien, die verlorene Sache Napoleons aufzugeben. Feldmarschall Graf Bellegarde hatte das Kommando der österreichischen Armee am 15. Dezember 1813 in Vicenza übernommen und seine Truppen über die Etsch geführt. Während Feldmarschallleutnant Graf Nugent den Vormarsch über Ferrara auf Ravenna und Forlì führte, zeigte Bellegarde sein diplomatisches Geschick und erreichte, dass Murat mit 20.000 Mann Verstärkung nach Oberitalien marschierte und den Krieg gegen Beauharnais eröffnete.
Bellegarde hatte das Korps des Grafen Nugent (etwa 9.000 Manu, 800 Reiter und 21 Geschütze) zu Operationen am rechten Ufer des Po bestimmt, um die rechte Flanke des am Mincio stehenden Vizekönigs von Italien zu bedrohen. Am 8. Februar 1814 konnte der Vizekönig in einer Schlacht am Mincio das Feld gegen die Österreicher noch behaupten, aber auf Dauer war seine Position verloren. Am 11. Februar ließ Murat die von den Franzosen besetzte Zitadelle von Ancona beschießen. Der rechte Flügel der Österreicher stand Anfang März vor Parma. Im Einvernehmen mit König Murat beschloss Nugent am 6. März einen Angriff auf den bei Reggio stehenden Gegner. Am 7. März marschierten die Österreicher unter Generalmajor von Starhemberg und die neapolitanische Division unter General Carrascosa nach Reggio vor, wo sich der gegnerische General Severoli mit 7.000 Mann bei San Maurizio verschanzt hatte. Bis zum 10. März erreichten die Österreicher den Taro, besetzten Fornovo und verfolgten auf Piacenza. Nach Erhalt der Thronentsagung Napoleons unterzeichnete Eugen mit dem österreichischen General Graf Ficquelmont eine Konvention, infolge der er am 17. April die Waffen streckte, Mailand übergab und den Oberbefehl über die italienischen Truppen an Bellegarde abtrat. Venedig wurde am 20. April von den Österreichern, Genua am 21. April von den Engländern besetzt. Am 28. April zogen die Österreicher in Mailand, am 20. Mai der König Viktor Emanuel von Sardinien in Turin ein. Am 27. April übergaben die französischen Garnisonen Piacenza und am 28. April die Festung Mantua.
Nachdem der Wiener Kongress keineswegs bereit gewesen war, Murat als König von Neapel zu bestätigen, begann dieser erneut mit Napoleon auf Elba in Kontakt zu treten. Nachdem dieser die Insel verlassen und begonnen hatte, die Macht in Frankreich wieder zu übernehmen, ließ Murat im Februar 1815 den Kirchenstaat besetzen und griff am 30. März die österreichischen Truppen an. Am 15. März begannen die Österreicher unter dem neuen Oberbefehlshaber Bianchi den Vormarsch nach Süden. Am 12. April wurde Murat bei Ferrara geschlagen und entkam nach Süden. Die Division Neipperg verfolgte mit etwa 16.000 Mann und 1500 Reitern die längs der Küste zurückgehenden Neapolitaner nach Ancona. Die Division Mohr ging mit 11.800 Mann und 1.380 Reitern über Bologna südwärts vor, die Truppen des General Nugent marschierten mit 3.300 Mann und 200 Reitern über Florenz, besetzten Rom und besiegten die Neapolitaner nochmals bei Ceprano und San Germano. Am 2. Mai wurden Murats Truppen schließlich in der Schlacht von Tolentino von den Österreichern unter Bianchi besiegt.
Die Schlacht war am 3. Mai noch nicht entschieden, als Murat erfuhr, dass österreichische Truppen unter General Neipperg die Neapolitaner unter General Carrascosa in der Schlacht von Scapezzano besiegt hatten und sich bereits näherten. Murat wusste allerdings nicht, dass die britische Flotte unterwegs war, um Neapel und Ancona zu blockieren. Da eine Niederlage unausweichlich schien, ging Murat auf Neapel zurück und musste schließlich nach der Schlacht von San Germano fliehen. Bereits am 20. Mai 1815 wurde der Konvention von Casalanza geschlossen, mit dem das Königreich beider Sizilien unter der Herrschaft von Ferdinand I. errichtet wurde.

## Nachwirkungen
Napoleon musste am 6. April mit dem Vertrag von Fontainebleau abdanken. Die Regentschaft der Bourbonen wurde mit Ludwig XVIII. wiederhergestellt und Napoleon nach Elba verbannt. Der Titel des Kaisers wurde ihm zugestanden und er sollte von der neuen französischen Regierung eine Geldsumme von zwei Millionen Francs erhalten.
Am 30. Mai 1814 unterzeichnete Ludwig XVIII. den Vertrag von Paris, der Frankreich auf seine Grenzen von 1792 zurückführte. Somit waren Savoyen, Avignon und Montbeliard die einzigen Überbleibsel der Kriege von 1792–1814. Belgien wurde an Holland angegliedert; Venetien und die Lombardei fielen an Italien zurück Tobago, St. Lucia, die Seychellen und Mauritius an Großbritannien Santo Domingo an Spanien. Frankreich wurde zwar besiegt, ging aber mit einem größeren Territorium aus dem Krieg hervor – es hatte 400 Quadratkilometer mit 450.000 Einwohnern hinzugewonnen. Nach dem Ende der napoleonischen Herrschaft beriefen die Siegermächte den Wiener Kongress ein, um die Ordnung Europas nach alten, vorrevolutionären Maßstäben wiederherzustellen (Restauration).

### Verluste
Der etwa 15 Monate dauernde Konflikt verursachte auf Seiten der Alliierten einen Verlust von 526.000 Mann davon etwa 100.000 Tote. Frankreich hatte den Verlust von 610.000 Mann zu beklagen davon ebenfalls etwa 100.000 Tote.

### Endgültige Niederlage
Im Sommerfeldzug von 1815 wurde der zurückgekehrte Kaiser Napoleon durch die Engländer unter Wellington und die Preußen unter Blücher nach mehreren Schlachten in Belgien endgültig militärisch besiegt und nach St. Helena verbannt. Am 13. Oktober 1815 wurde Murat in Pizzo auf Anordnung Ferdinands I. als Hochverräter standrechtlich erschossen.